# دشت سهرین زنجان
دشت سهرین زنجان(دشت آهوان) با مساحت ۱۲۲٬۶۱۸ هکتار در ادامه دشت زنجان و در قسمت شمال شهر زنجان در کنار روستای سهرین، تنها مأمن آهوان شمال غرب کشور است.
دشت آهو خیز سهرین قسمتی از منطقه حفاظت شده سرخ‌آباد  زنجان است که یکی از مناطق با ارزش و به عنوان آخرین زیستگاه آهوان شمالغرب و غرب ایران محسوب می‌شود.
این دشت تنها مأمن و زیستگاه آخرین بازمانده آهوی ایرانی (Gazella subgutturosa)در شمال غرب کشور محسوب می‌شود و طبق آخرین سرشماری‌ها (سال ۱۳۹۶)، 1105 راس آهو در این دشت زندگی می‌کنند.

## موقعیت جغرافیایی
عرض متوسط این دشت ده تا دوازده کیلومتر و متوسط ارتفاع آن ۱۶۵۰ متر و شیب متوسط دشت سهرین دو تا سه درصد به سمت جنوب غربی است، این دشت جزء یکی از دشتهای مهم استان زنجان است که می‌تواند در بخش اکوتوریسم پذیرای جذب و جلب گردشگران داخلی و خارجی باشد.

## منطقه حفاظت شده
این اکو سیستم دشتی در گذشته از نظر اکولوژیکی به عنوان یک زیستگاه تابستانی و یک کریدور حیاتی در جهت گدار مهاجرتی برای آهوان محسوب می‌شد و آهوان فلات مرکزی ایران در تابستانها به این دشت مهاجرت می‌کردند که در سال ۱۳۵۸ جمعیتش بالغ بر سه هزار رأس رسید.
این حیوانات به‌طور پراکنده از خردادماه تا آذرماه هر سال در این منطقه دیده می‌شوند اما به علت توسعه راه‌ها، خطوط انتقال برق و گاز و توسعه شهرها و مراکز مسکونی، روند گذر آهوان را مختل و اثرات سوء خود را نمایان ساخت و لزوم حفاظت این منطقه اجتناب ناپذیر شد و در نهایت در بهمن ۱۳۵۷ با مصوبه شورای عالی حفاظت محیط زیست در قالب بخشی از منطقه حفاظت شده سرخ‌آباد تحت مدیریت سازمان حفاظت محیط زیست قرار گرفت.

## پوشش گیاهی
مهمترین گونه‌های گیاهی منطقه را پیچک، تاتوره، گون، خارشتر، ریش‌بز، گز، درمنه‌دشتی، بومادران، بابونه، کاکوتی، کاروانکش، درمنه، کلاه میرحسن، یولاف، ختمی، زرشک، ارغوان، داغداغان، شیرین‌بیان، گلپر و بید تشکیل می‌دهند.
در ارتفاعات این دشت نیز قارجهای خوراکی (دنبلان)، ریواس، کنگر، کاکوتی، آویشن و برخی دیگر از گیاهان که مصارف خوراکی و دارویی دارند می‌روید که همه ساله تعدادی از ساکنین اطراف را برای جمع‌آوری این گیاهان به خود جذب می‌کند.

## پوشش جانوری
وحوش و پستانداران دیگری نظیر گرگ، شغال، روباه معمولی، رودک، تشی، گراز، خرگوش و پرندگانی چون باقرقره شکم سیاه، کبوتر چاهی، کبک معمولی، سارگپه پابلند، عقاب طلایی، بحری، دلیجه، انواع چکاوک، زنبورخوار، جغدکوچک، سارصورتی و طرلان علاوه بر این آهوی زیبا در این زیستگاه زندگی می‌کنند.

## آب و هوا
دامنه ارتفاعی ۵۰۰ تا۲۹۰۰ متر بارندگی و دمای متوسط سالیانه ۵۰۰ میلیمتر و ۱۱ درجه سانتیگراد منطقه را دارای اقلیم‌های نیمه خشک مدیترانه ای معتدل نموده‌است. اقلیم منطقه از نوع خشک و سرد بوده و دمای متوسط این منطقه ۱۰ درجه سانتی گراد، حداکثر دمای مطلق هوا ۳۸ درجه و حداقل دمای آن ۲۹ درجه سانتی گراد و متوسط رطوبت نسبی این منطقه سالانه ۷۱ درصد است.
در این دشت ۲۸ روستا با ۲٬۷۲۷ خانوار و ۱۲ هزار و ۸۵۲ نفر ساکن بوده و ارتباط تنگاتنگی با زیستگاه آهوها دارند که از مهمترین آنها می‌توان به روستای سهرین، ارمغان خانه، مشکین، سارساقلو، ینگجه، وننق، ولیاران و قره تپه اشاره کرد.
این روستائیان به کارهای کشاورزی (کشت گندم، جو، نخود، هندوانه و آفتابگردان) و دامداری (پرورش گاو، گوسفند، بز و طیور) و باغداری (سیب و زرد آلو) به فعالیت مشغول هستند.